# Astroblepus guentheri
Astroblepus guentheri är en fiskart som först beskrevs av Boulenger, 1887.  Astroblepus guentheri ingår i släktet Astroblepus och familjen Astroblepidae. Inga underarter finns listade.